# Anmado
Anmado (em coreano:안마도) é uma ilha na costa da Província da Jeolla do Sul, Coreia do Sul. Anmado cobre uma área de 6.09 km quadrados e é lar para aproximadamente 200 habitantes. A paisagem inclui vários picos: Monte Dwit (Dwitsan) (177m), Pico Mak (Makbong) (167m), e Monte Geon (Geonsan) (145m). Anmado é própria para agricultura, e muitos de seus habitantes trabalham como fazendeiros. Seus produtos agrícolas principais incluem arroz, trigo, milho, alho, feijão, gergelim e pimenta. No instante há uma escola de ensino fundamental na ilha.
A topografia de Anmado tem a forma de um tipo de sela. Em Coreano, Anma significa um tipo de sela. Anmado tem fronteira com a Província da Jeolla do Norte na parte mais ao norte de Jeollanamdo.
Anmado se tornou uma ilha porque as Montanhas de Noryeong ao oeste foram submersas. Então é um tipo de ilhota, mas há grandes montanhas abaixo do mar. Transporte é bastante inconveniente para a pesca de peixe ao redor de outra ilhota como Nahwol-do ou Songi-do.